# Genenpil
Koningin Genenpil (Mongools: Гэнэнпил Хатан, Genenpil Hatan (hatan = koningin)) (1905 - mei 1938) was de laatste koningin-gemalin van Mongolië, getrouwd met Ngawang Losang Chökyi Nyima Tenzin Wongchuk. Ze was in 1924 gedurende minder dan één jaar koningin-gemalin. Koningin Genenpil werd geëxecuteerd in mei 1938. Zij werd doodgeschoten tijdens de Stalinistische repressie in Mongolië.

## Gemalin
Na de dood van koningin Dondogdulam, werd Genenpil uit een groep vrouwen van tussen de 18 en 20 jaar oud, door de raadgevers van de koning gekozen als de volgende koningin. Ze was een telg uit een familie uit Noord-Mongolië, rond het Baldan Bereeven-klooster. Haar oorspronkelijke naam was Tsejenpil, maar die naam werd later veranderd in Genenpil. Terwijl zij werd aangewezen als nieuwe koningin was ze getrouwd met ene Luvsandamba; dit feit werd genegeerd en vormde geen probleem voor koning Wongchuk.
Ze woonde bij Ngawang Losang Chökyi Nyima Tenzin Wongchuk tot aan zijn dood op 17 april 1924, toen de monarchie werd afgeschaft. Nadat ze het Mongoolse hof had verlaten, keerde ze terug naar haar familie. In 1937 werd Genenpil samen met haar familie gearresteerd. In 1938 werd zij geëxecuteerd. Genenpil was zwanger tijdens haar executie.

## Nalatenschap
Genenpil was de inspiratie voor het personage koningin Amidala uit Star Wars.